# Arquitectura sostenible

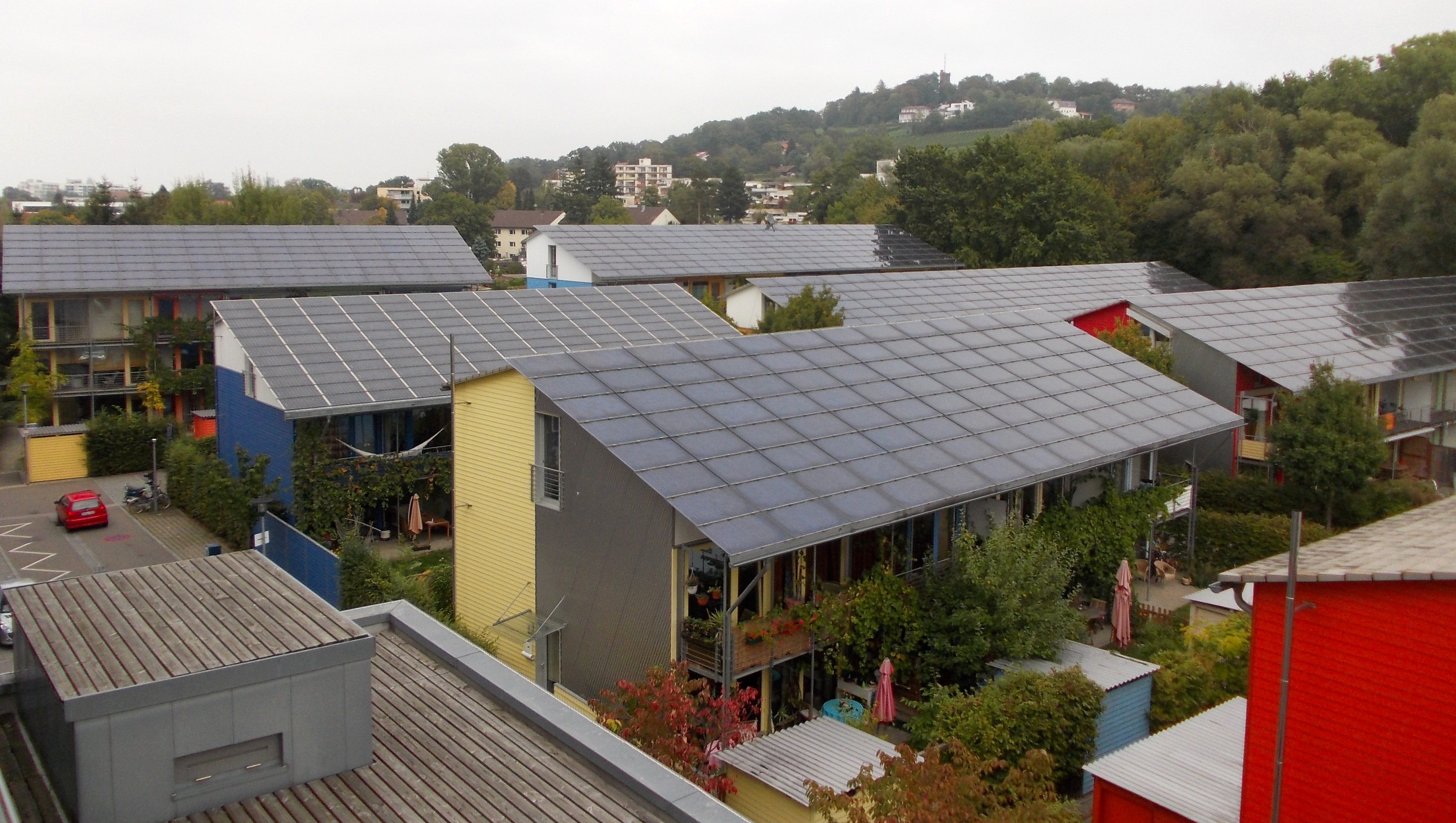
Energy-plus-houses a Freiburg-Vauban a Alemanya

L'arquitectura sostenible és l'arquitectura que busca minimitzar l'impacte ambiental negatiu dels edificis mitjançant la millora de l'eficiència i la moderació en l'ús dels materials, l'energia, l'espai de desenvolupament i l'ecosistema en general. L'arquitectura sostenible utilitza un enfocament conscient de l'energia i la conservació ecològica en el disseny de l'entorn construït.
La idea de sostenibilitat, o disseny ecològic, és garantir que l'ús dels recursos actualment disponibles no acabi tenint efectes perjudicials per al benestar d'una societat futura o impossibilitant l'obtenció de recursos per a altres aplicacions a llarg termini.

## Rerefons

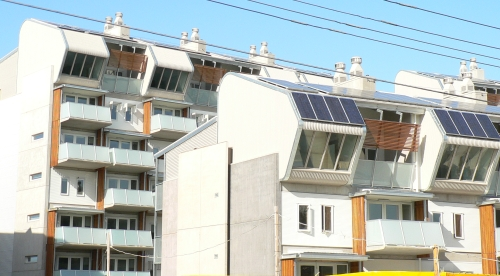
Els apartaments sostenibles K2 a Windsor, Victoria, Austràlia de DesignInc (2006) inclouen un disseny solar passiu, materials reciclats i sostenibles, cèl·lules fotovoltaiques, tractament d'aigües residuals, recollida d'aigua de pluja i aigua calenta solar.

### Canvi d'un enfocament estret a un enfocament més ampli
El terme "sostenibilitat" amb relació a l'arquitectura s'ha considerat fins ara principalment a través de la lent de la tecnologia de la construcció i les seves transformacions. Anant més enllà de l'esfera tècnica del "disseny verd", la invenció i l'experiència, alguns estudiosos estan començant a situar l'arquitectura dins d'un marc cultural molt més ampli de la interrelació humana amb la natura. L'adopció d'aquest marc permet traçar una rica història de debats culturals sobre la relació de la humanitat amb la natura i el medi ambient, des del punt de vista de diferents contextos històrics i geogràfics.

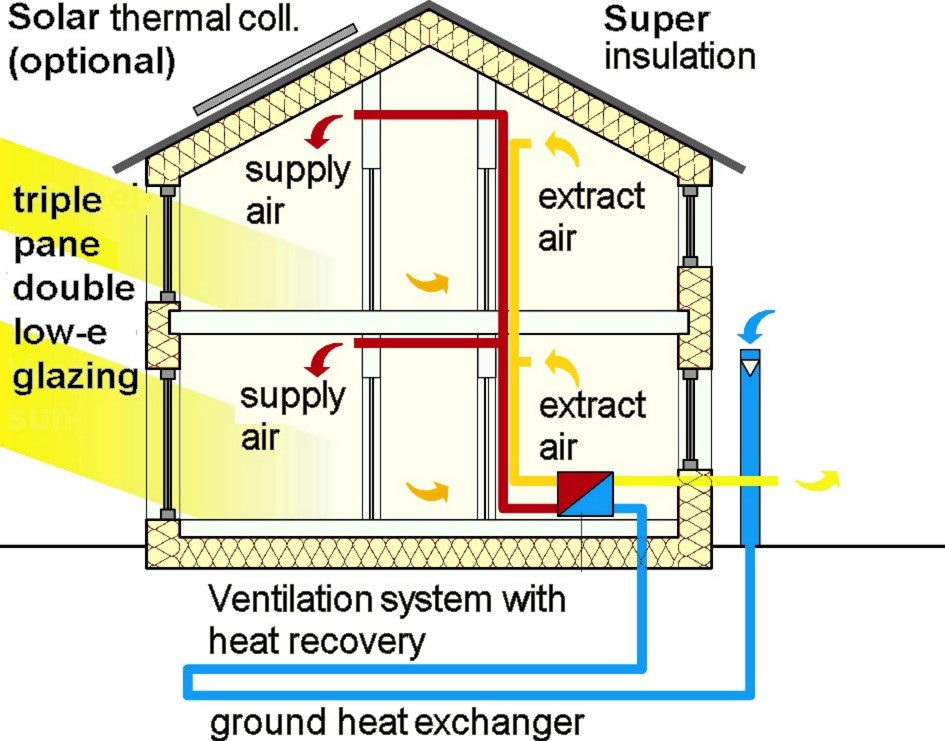
L'estàndard passivhaus combina una varietat de tècniques i tecnologies per aconseguir un ús d'energia molt baix.

### Canvi de pedagogs
Els crítics del reduccionisme del modernisme sovint van assenyalar l'abandonament de l'ensenyament de la història de l'arquitectura com a factor causal. El fet que alguns dels principals actors de la desviació del modernisme fossin formats a l'Escola d'Arquitectura de la Universitat de Princeton, on el recurs a la història va continuar formant part de la formació en disseny als anys quaranta i cinquanta, va ser significatiu. El creixent interès per la història va tenir un impacte profund en l'educació arquitectònica. Els cursos d'història es van fer més típics i regularitzats. Amb la demanda de professors coneixedors d'història de l'arquitectura, van sorgir diversos programes de doctorat a les escoles d'arquitectura per diferenciar-se dels programes de doctorat en història de l'art, on s'havien format prèviament historiadors de l'arquitectura. Als EUA, el MIT i Cornell van ser els primers, creats a mitjans dels anys setanta, seguits de Columbia, Berkeley i Princeton. Entre els fundadors de nous programes d'història de l'arquitectura es trobaven Bruno Zevi a l'Institut d'Història de l'Arquitectura de Venècia, Stanford Anderson i Henry Millon al MIT, Alexander Tzonis a l'Architectural Association, Anthony Vidler a Princeton, Manfredo Tafuri a la Universitat de Venècia, Kenneth Frampton a la Universitat de Colúmbia, i Werner Oechslin i Kurt Forster a l'ETH Zürich.

## Ús sostenible de l'energia

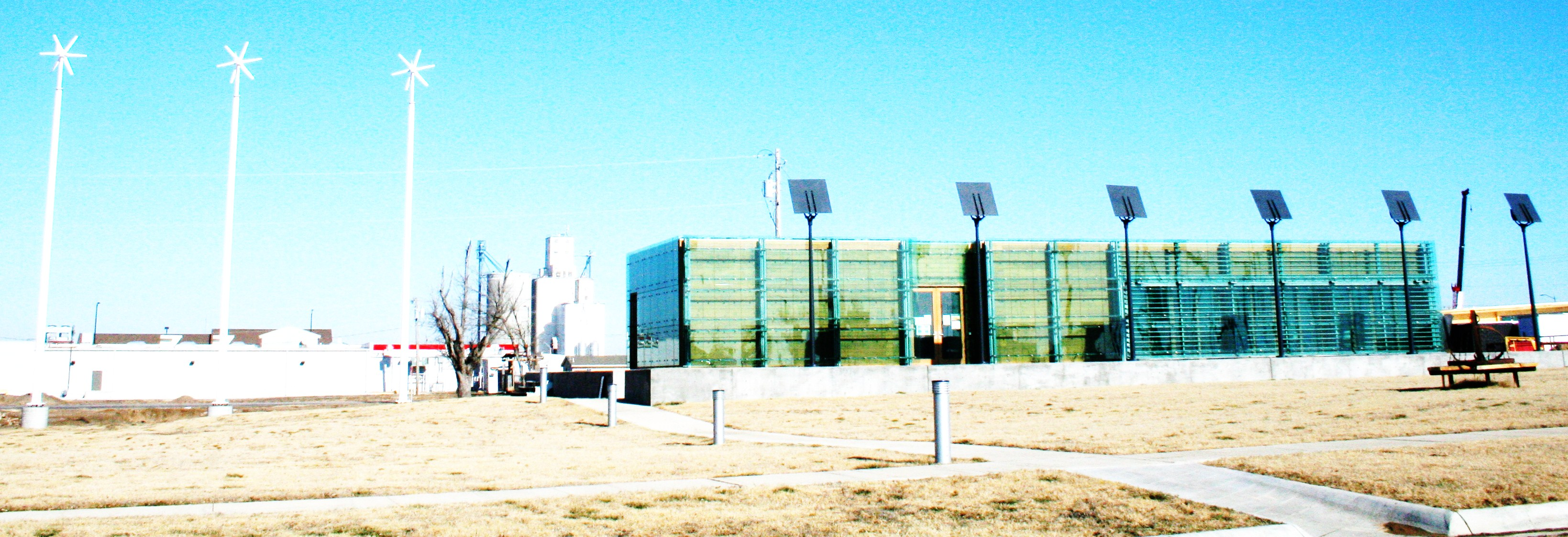
Després de la seva destrucció per un tornado el 2007, la ciutat de Greensburg, Kansas (Estats Units) va optar per reconstruir-se segons els estàndards ambientals LEED Platinum molt estrictes. Es mostra el nou centre d'art de la ciutat, que integra plaques solars i aerogeneradors propis per a l'autosuficiència energètica.

L'eficiència energètica durant tot el cicle de vida d'un edifici és l'objectiu més important de l'arquitectura sostenible. Els arquitectes utilitzen moltes tècniques passives i actives diferents per reduir les necessitats energètiques dels edificis i augmentar la seva capacitat per captar o generar la seva pròpia energia. Per minimitzar el cost i la complexitat, l'arquitectura sostenible prioritza els sistemes passius per aprofitar la ubicació de l'edifici amb elements arquitectònics incorporats, complementant-se amb fonts d'energia renovables i després recursos de combustibles fòssils només segons sigui necessari. L'anàlisi del lloc es pot utilitzar per optimitzar l'ús dels recursos ambientals locals, com ara la llum del dia i el vent ambiental per a la calefacció i la ventilació
L'ús d'energia sovint depèn de si l'edifici rep la seva energia a la xarxa o fora de la xarxa. Els edificis fora de xarxa no utilitzen l'energia proporcionada pels serveis públics i, en canvi, tenen la seva pròpia producció d'energia independent. Utilitzen l'emmagatzematge d'electricitat al lloc mentre que els llocs de la xarxa alimenten electricitat excessiva a la xarxa.